# Çevirmehan, Zara
Çevirmehan là một xã thuộc huyện Zara, tỉnh Sivas, Thổ Nhĩ Kỳ. Dân số thời điểm năm 2011 là 97 người.